# Frances Hardcastle
Frances Hardcastle (Writtle, 13 agosto 1866 – Cambridge, 26 dicembre 1941) è stata una matematica britannica.
Nel 1894 co-fondó l'American Mathematical Society. Contribuì alla teoria dei gruppi di punti.

## Biografia
Hardcastle era figlia di Henry Hardcastle, un avvocato, e di Maria Sophia Herschel, figlia dello scienziato John Herschel.
Si laureò in matematica al Girton College.
Nel 1892 si recò all'Università di Chicago per un anno come borsista onoraria, quindi trascorse un altro anno al Bryn Mawr College studiando con Charlotte Scott. Mentre era a Bryn Mawr fu presidente del Graduate Club e tradusse il libro di Felix Klein Sulla teoria delle funzioni algebriche e integrali di Riemann. Nel 1895 riprese gli studi post laurea a Cambridge e nel giro di pochi anni pubblicò diversi articoli sui gruppi di punti. Si laureò presso l'Università di Londra nel 1903. Il Trinity College di Dublino le ha conferito un Master of Arts (ad eundem) nel 1905.
Hardcastle fu una delle 156 donne britanniche che sostennero pubblicamente gli obiettivi del Congresso internazionale delle donne, tenutosi all'Aia nell'aprile 1915, dove si chiese una risoluzione pacifica delle controversie internazionali e un maggior coinvolgimento delle donne negli questioni nazionali. Fino al 1909 fu segretaria onoraria dell'Unione nazionale delle società di suffragio femminile (NUWSS).
Per tutta la vita fu compagna del dottor Ethel Williams, un medico, giudice di pace, femminista e riformatore sociale. Morì al Royal Hotel, Cambridge, il 26 dicembre 1941.